# Groene Haring
Groene Haring is het 244e stripverhaal van Jommeke. De reeks wordt getekend door striptekenaar Jef Nys. Het album verscheen op 5 september 2008.

## Personages
In dit verhaal spelen de volgende personages mee:
- Jommeke, Flip, Filiberke, Professor Gobelijn, Jan Haring, Pekkie, Marie en Teofiel

## Verhaal
Tijdens een zeetocht vindt kapitein Jan Haring een walvisjong. Het walvisjong blijkt getroffen te zijn door een harpoen. Gelukkig heeft het walvisjong een niet al te ernstige wonde en kan Jan Haring hem bevrijden. Het wordt de kapitein te veel en besluit een klacht in te dienen tegen de walvisjagers. Ergens bij het dichtstbijzijnde vissershaventje, in een café, vindt hij toevallig de walvisjagers. De boeven voelen zich bedreigd, en aarzelen niet om een speciale pil in zijn drank te gooien. Na het opdrinken, laten de gevolgen niet lang op zich wachten. Door de speciale pil ingeslikt te hebben, heeft Jan Haring een plotse angst gekregen van de oceaan. Hij wordt meteen zeeziek waardoor hij geen minuut langer op zijn schip wil blijven. Bovendien kan hij de woorden 'zee' en 'vis' niet meer horen, hier wordt hij zelfs al misselijk van.
Jan Haring gaat naar Jommeke om raad te vragen. Jommeke en Filiberke zien het nu als hun opdracht om de kapitein weer zeeklaar te krijgen, maar dat wordt geen gemakkelijke opdracht. Uiteindelijk slagen ze er toch in om de kapitein weer aan boord van zijn schip de 'Kuip' te krijgen. Dit met veel moeite, maar nu kan de achtervolging naar de walvisvaarders terug ingezet worden. Dit hebben ook de walvisjagers opgemerkt. Met een exploderende harpoen wordt de 'Kuip' getroffen en dreigt te gaan zinken. Op dat moment voelt Jan Haring zich door de schok op slag terug beter, en met hulp van de walvissen kan hij, samen met de 'Kuip' nog gered worden.
Jommeke, Flip en Filiberke, die intussen door de jagers gevangengenomen zijn kunnen ontsnappen en de bemanning, met een speciale pil waar men zeeziek van wordt, uitschakelen.
De walvissen zijn gered, de boeven worden opgesloten en Jommeke en zijn vrienden keren blij terug huiswaarts.